# Montenegrinischer Fußballpokal 2012/13
Der Montenegrinischer Fußballpokal 2012/13 (Kup Crne Gore) war die siebte Austragung des Pokalwettbewerbs im Fußball in Montenegro seit der Unabhängigkeit im Juni 2006. Pokalsieger wurde der FK Budućnost Podgorica, der sich im Finale gegen den Titelverteidiger FK Čelik Nikšić durchsetzte.
Budućnost nahm wegen fehlender UEFA-Lizenz nicht an der UEFA Europa League 2013/14 teil.

## Modus
In der 1. Runde wurde der Sieger in einem Spiel ermittelt. Stand es nach der regulären Spielzeit von 90 Minuten unentschieden, kam es ohne Verlängerung direkt zum Elfmeterschießen.
Im Achtel-, Viertel- und Halbfinale wurden die Sieger in Hin- und Rückspiel ermittelt. Bei Torgleichheit entschied zunächst die Anzahl der auswärts erzielten Tore, danach ohne Verlängerung ein Elfmeterschießen.
Das Finale wurde dagegen im Falle eines Remis zunächst verlängert und gegebenenfalls durch Elfmeterschießen entschieden.

## Teilnehmende Teams
| Prva Liga (12) | Druga Liga (12) | Treća Liga (6) |
| --- | --- | --- |
| - FK Budućnost Podgorica - FK Čelik Nikšić - FK Grbalj Radanovići - FK Jedinstvo Bijelo Polje - FK Lovćen Cetinje - FK Mladost Podgorica - FK Mogren Budva - FK Mornar Bar - OFK Petrovac - FK Rudar Pljevlja - FK Sutjeska Nikšić - FK Zeta Golubovci | - FK Arsenal Tivat - OFK Bar - FK Berane - FK Bokelj Kotor - FK Bratsvo Cijevna - FK Dečić Tuzi - FK Ibar Rožaje - FK Igalo 1929 - FK Iskra Danilovgrad - FK Jezero Plav - FK Zora Spuž - FK Zabjelo | - FK Pljevlja 1997 (Sieger Nord) - FK Tekstilac Bijelo Polje (Finalist Nord) - FK KOM Podgorica (Sieger Zentrum) - FK Gorštak (Finalist Zentrum) - FK Sloga Radovići (Sieger Süd) - FK Cetinje (Finalist Süd) |

## 1. Runde
Die letztjährigen Finalisten FK Čelik Nikšić und FK Rudar Pljevlja erhielten ein Freilos.
| Datum      |                           | Ergebnis        |                    |
| ---------- | ------------------------- | --------------- | ------------------ |
| 18.09.2012 | FK Tekstilac Bijelo Polje | 1:3             | FK Sutjeska Nikšić |
| 19.09.2012 | FK Iskra Danilovgrad      | 1:7             | FK Mogren Budva    |
| 19.09.2012 | FK Jezero Plav            | 0:2             | FK Lovćen Cetinje  |
| 19.09.2012 | FK Cetinje                | 1:4             | FK Mornar Bar      |
| 19.09.2012 | OFK Petrovac              | 3:0             | FK Bokelj Kotor    |
| 19.09.2012 | FK Mladost Podgorica      | 6:0             | FK Ibar Rožaje     |
| 19.09.2012 | FK Jedinstvo Bijelo Polje | 1:1 (4:1 i. E.) | FK Zabjelo         |
| 19.09.2012 | FK Tekstilac Bijelo Polje | 0:6             | FK Sutjeska Nikšić |
| 19.09.2012 | FK Budućnost Podgorica    | 6:0             | FK Bratsvo Cijevna |
| 19.09.2012 | FK Grbalj Radanovići      | 3:2             | FK Dečić Tuzi      |
| 19.09.2012 | FK Zeta Golubovci         | 1:3             | FK Zora Spuž       |
| 19.09.2012 | FK Sloga Radovići         | 1:0             | FK Pljevlja 1997   |
| 19.09.2012 | FK Gorštak                | 3:1             | OFK Bar            |
| 19.09.2012 | FK Igalo 1929             | 1:2             | FK Arsenal Tivat   |

## Achtelfinale
| Datum             |                        | Gesamt |                           | Hinspiel | Rückspiel |
| ----------------- | ---------------------- | ------ | ------------------------- | -------- | --------- |
| 02.10./24.10.2012 | FK Pljevlja 1997       | 02:12  | FK Mladost Podgorica      | 1:2      | 01:10     |
| 03.10./24.10.2012 | OFK Petrovac           | 4:0    | FK Mogren Budva           | 4:0      | 0:0       |
| 03.10./24.10.2012 | FK Budućnost Podgorica | 3:1    | FK Jedinstvo Bijelo Polje | 2:1      | 1:0       |
| 03.10./24.10.2012 | FK Zeta Golubovci      | 1:0    | FK Sutjeska Nikšić        | 1:0      | 0:0       |
| 03.10./24.10.2012 | FK Grbalj Radanovići   | 5:0    | FK Gorštak                | 2:0      | 3:0       |
| 03.10./24.10.2012 | FK Mornar Bar          | 6:1    | FK Berane                 | 4:0      | 2:1       |
| 03.10./24.10.2012 | OFK Igalo              | 1:6    | FK Lovćen Cetinje         | 1:1      | 0:5       |
| 03.10./25.10.2012 | FK Rudar Pljevlja      | 1:2    | FK Čelik Nikšić           | 1:1      | 0:1       |

## Viertelfinale
| Datum             |                        | Gesamt |                      | Hinspiel | Rückspiel |
| ----------------- | ---------------------- | ------ | -------------------- | -------- | --------- |
| 07.11./21.11.2012 | FK Čelik Nikšić        | 3:1    | FK Lovćen Cetinje    | 2:0      | 1:1       |
| 07.11./21.11.2012 | FK Grbalj Radanovići   | 2:1    | FK Mornar Bar        | 1:0      | 1:1       |
| 07.11./21.11.2012 | OFK Petrovac           | 1:2    | FK Mladost Podgorica | 0:1      | 1:1       |
| 21.11./28.11.2012 | FK Budućnost Podgorica | 4:0    | FK Zeta Golubovci    | 2:0      | 2:0       |

## Halbfinale
| Datum             |                      | Gesamt |                        | Hinspiel | Rückspiel |
| ----------------- | -------------------- | ------ | ---------------------- | -------- | --------- |
| 03.04./16.04.2013 | FK Grbalj Radanovići | 0:2    | FK Čelik Nikšić        | 0:0      | 0:2       |
| 03.04./16.04.2013 | FK Mladost Podgorica | 3:4    | FK Budućnost Podgorica | 1:1      | 2:3       |

## Finale
| Paarung                | FK Budućnost Podgorica – FK Čelik Nikšić |
| Ergebnis               | 1:0 (0:0) |
| Datum                  | 22. Mai 2013 um 20:30 Uhr MESZ |
| Stadion                | Gradski Stadion pod Goricom, Podgorica |
| Zuschauer              | 4.000 |
| Schiedsrichter         | Nikola Dabanović |
| Tore                   | 1:0 Peković (90.+1') |
| FK Budućnost Podgorica | Jasmin Agović – Mihailo Tomković, Mitar Peković, Boris Kopitović, Stefan Mugoša (90. Darko Nikač) – Marko Vukčević, Momčilo Raspopović, Nikola Vukčević (90. Miloš Kalezić), Radenko Kamberović – Srđan Radonjić, Flavio Bek Žunior (90. Admir Adrović) Cheftrainer: Radislac Dragićević |
| FK Čelik Nikšić        | Zoran Banović – Aleksandar Dubljević, Ilija Radović, Đorđe Đikanović, Diljan Kolev (90. Luka Bakoč) – Ivan Ivanović, Darko Zorić (65. Zijad Adrović), Predrag Videkanić (90. Nikola Simić), Vasilije Jovović – Stevan Račić, Boris Bulajić Cheftrainer: Slavoljub Bubanja                |
| Gelbe Karten           | Nikola Vukčević, Kopitović, Tomković, Peković – Bulajić, Bakoč |
| Platzverweise          | keine – Dubljević (66.) |